# 창리항
창리항은 충청남도 서산시 부석면 창리에 있는 지방어항이다. 2018년 2월 20일 지방어항으로 지정되었다. 시설관리자는 서산시장이다.

## 어항구역
본 항의 어항구역은 다음과 같다.
- 어항구역 : 부잔교 시점부에서 북측으로 약 150.0m 지점(X:447,690.457, Y:143,354.427)에서 S60°W방향으로 220.0m 이동한 점(X:447,580.449, Y:143,163.906), 이 점에서 S방향으로 220.0m 이동한 점(X:447,360.449, Y:143,163.906), 이 점에서 E방향으로 400.0m 이동한 점(X:447,360.449 , Y:143,563.906), 이 점에서 N방향으로 140.0m 그은 선이 해안선과 맞닿는 선내의 공유수면
- 수역 : 86,678m2

## 개발계획
2017년 6월 20일 「환경영향평가법」제13조 및 같은 법 시행령 제13조 내지 제15조의 규정에 따라 주민 등의 의견을 수렴하고자 전략환경영향평가서(초안)에 대한 공람 및 설명회 개최되었다.
- 사업규모 : 호안 259m, 선착장(신설:50m, 연장:20m), 부잔교(보강115m, 신설115m), 부지면적 6,450m2